# Vermin Supreme
Vermin Love Supreme is een Amerikaanse performancekunstenaar, activist en politicus van de Libertarische Partij. Hij heeft zich sinds de Amerikaanse presidentsverkiezingen 2004 voor elke presidentsverkiezing kandidaat gesteld. Hiernaast heeft hij meegedaan aan lokale verkiezingen en staatsverkiezingen. Vermin Supreme staat bekend om zijn laars die hij als hoofddeksel draagt en zijn enorme tandenborstel.
Vermin Supreme wil een wet invoeren die Amerikanen verplicht om hun tanden te poetsen, investeren in onderzoek naar tijdmachines en hij heeft een anti-zombieapocalypsplan. Verder wil hij een op pony's gebaseerde economie en elke Amerikaanse burger een pony schenken.
In 2008 deed Supreme mee aan de Republikeinse voorverkiezingen in New Hampshire. Bij de Amerikaanse presidentsverkiezingen 2012 deed hij mee aan de voorverkiezingen van de Democratische Partij. In 2016 deed hij aanvankelijk weer mee aan de voorverkiezingen bij de Democraten, maar in maart stapte hij over naar de Libertarische Partij.

## Libertarische voorverkiezing 2020
Op 26 juni 2019 verkondigde Vermin Supreme dat hij opnieuw mee ging doen in de 2020 voorverkiezingen van de Libertarische Partij. Op 11 januari 2020 won Vermin Supreme voor het eerst een staat. Vermin Supreme won de New Hampshire primary, waar hij in totaal 26 stemmen, 17,3% van de stemmen kreeg. 
Op 8 februari kreeg hij 3,19% van de stemmen tijdens de caucus in Iowa. Daardoor werd Vermin Supreme ingehaald op de ranglijst door Jacob Hornberger en Lincoln Chafee. Vermin Supreme werd 3de in de voorverkiezingen van de Libertarische Partij.